# Dorfkirche Buckau

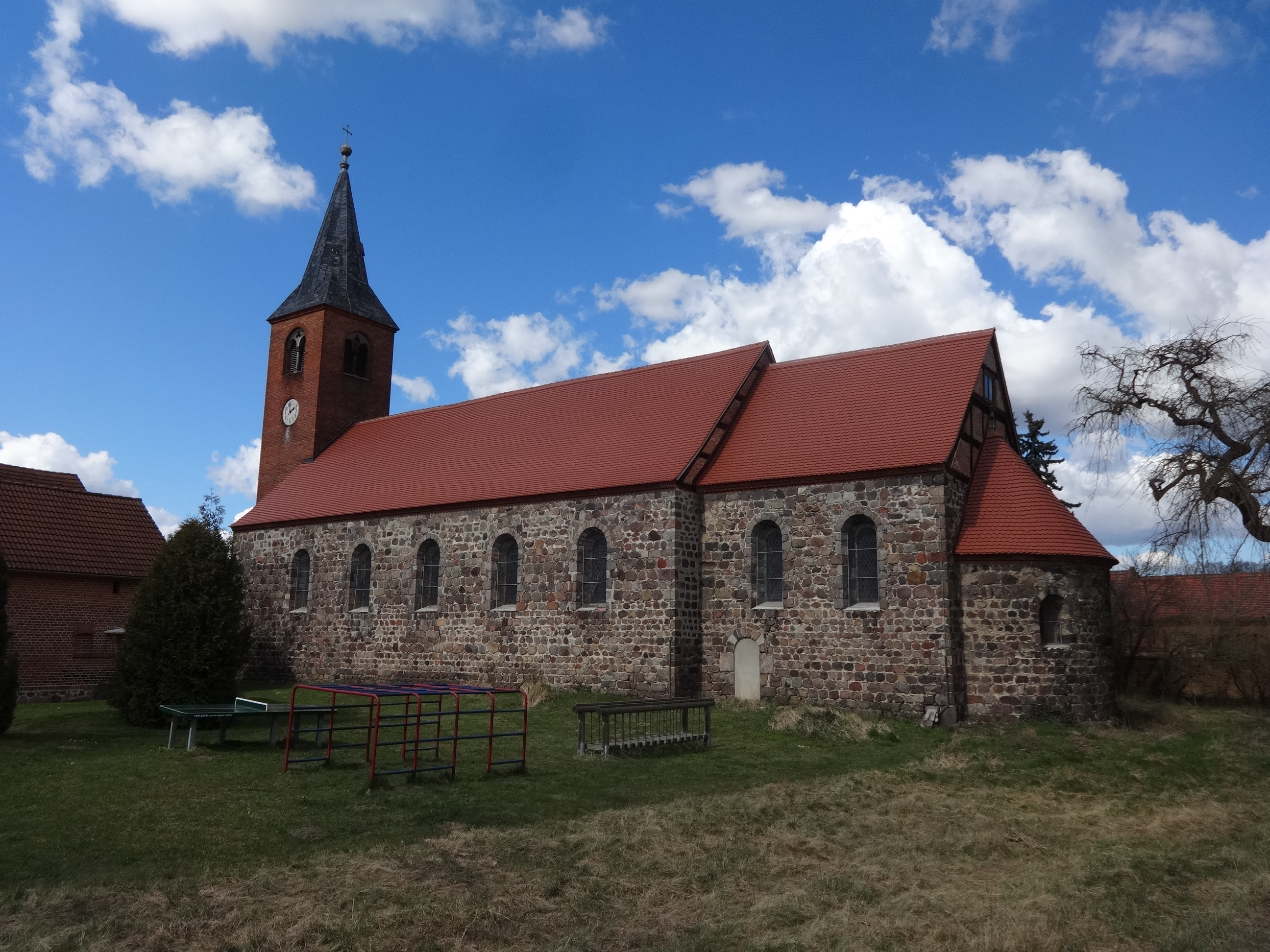
Dorfkirche Buckau

Die evangelische Dorfkirche Buckau ist ein einschiffiger Sakralbau mit Chor und Apsis. Das Bauwerk wurde im Stil der Romanik als Feldsteinkirche errichtet. Die Kirche befindet sich im Ortsteil Buckau der Gemeinde Buckautal im Westen des Landkreises Potsdam-Mittelmark in Brandenburg.

## Geschichte
Die Kirche entstand um 1200 und ist für die Lage vergleichsweise groß. Die Kirchengemeinde vermutet, dass dies mit einer kleinen Burg nördlich von Buckau zusammenhängen könnte. Deren flämischer Burgherr könnte die Kirche seiner Frau Gertrudis gestiftet haben. Denkbar ist aber auch, dass ihre Größe auf das in der Nähe gelegene Kloster Ziesar zurückzuführen ist. Das Datum der Kirchweihe sowie das Patrozinium sind bislang nicht bekannt. Aus dem 16. Jahrhundert sind zwei Glocken erhalten geblieben, so dass davon auszugehen ist, dass die Kirche bereits über einen Holzturm verfügte. 1860 erweiterte die Gemeinde unter der Leitung des Architekten Werner das Bauwerk um einen neuromanischen Turm aus Backstein sowie eine Sakristei am nördlichen Chor. Sie errichtete weiterhin ein Pfarrhaus sowie eine Schule, die im 21. Jahrhundert als Gemeindehaus genutzt wird. In dieser Zeit entstanden auch die Kanzel sowie die Fünte. Am 1. April 1864 erhielt die Kirche eine Orgel von Carl Böttcher aus Magdeburg. 1915 erfolgte eine Ausmalung. Zwei Jahre später verschob die Kirchengemeinde den Altar von der Orgelempore auf den originären Platz. In den Jahren 2003 bis 2005 rief die Kirchengemeinde zu einer Spendenaktion auf, um den Altar zu restaurieren. 2005 konnten die Arbeiten durchgeführt werden. Maria Meussling aus Plötzky ergänzte dabei auch die verloren gegangene Predella. Die Namen der Spender stehen seither auf einer Pergamentrolle unterhalb des Altars, in der zu einer früheren Zeit vermutlich Reliquien aufbewahrt wurden.

## Architektur

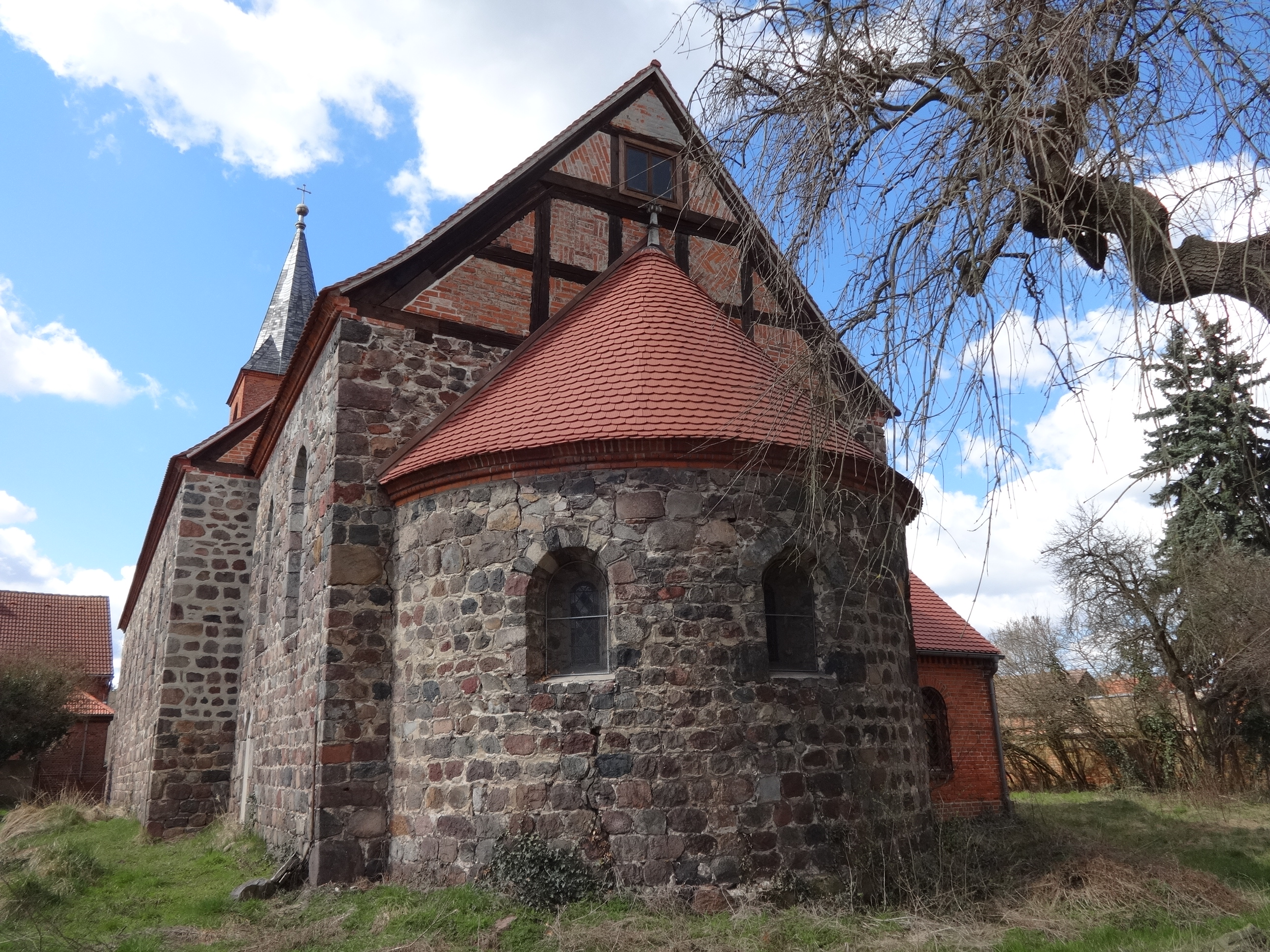
Chor mit halbrunder Apsis

Die Kirche ist 23,65 Meter lang und 11,10 Meter breit und im Wesentlichen aus Feldsteinen errichtet. Im unteren Bereich des Mauerwerks sind die Steine eher unregelmäßig behauen und geschichtet. Darüber werden die Steine größer und sind stärker behauen. Unterhalb der Traufe befindet sich ein mosaikartiges Mauerwerk, was auf eine Aufstockung schließen lassen könnte. Das Satteldach sowie die Apsis sind mit rotem Biberschwanz eingedeckt.
In der Nord- und Südwand des Schiffs lassen je fünf bogenförmige Fenster Tageslicht in die Kirche. Ihre Form findet sich bei den Fenstern im Chor wieder. An der Nord- und der Südseite des Schiffs sind zwei Priesterpforten erkennbar. Die Öffnung an der Nordseite ist verschlossen; der Begleitbogen aus Läufern jedoch noch vorhanden. Die Pforte an der Südseite wurde erst zur Wende zugemauert und mit einem gräulichen Putz versehen. Das Portal an der Südseite stammt vermutlich noch aus der Bauzeit der Kirche, ebenso die Fenster in der Apsis. Der Chor ist eingezogen, 7,80 Meter lang sowie 8,70 Meter breit und verfügt über einen quadratischen Grundriss. Sein Ostgiebel ist, wie der des östlichen Langhauses in rot-schwarzem Ziegelfachwerk ausgeführt. Daran schließt sich eine ebenfalls eingezogene, halbkreisförmige Apsis an. Der querrechteckige Turm ist 3,35 Meter lang und 9,95 Meter breit. Oberhalb des mehrfach gestuften Haupteingangs befindet sich ein eingelassenes Kreuz mit einem darüber liegenden Gesims sowie einem schmalen, bogenförmigen Fenster. Auf jeder Seite befindet sich eine gekuppelte Klangarkade. Oberhalb der Mittelsäule ist ein Zwickel mit einem Dreipass erkennbar. Den Turm schließt im Dach ein viereckiger Ansatz an, der in einen Spitzhelm übergeht und von unterschiedlich großen zwei Kugeln gekrönt wird. Er ist mit Schiefer gedeckt. An drei Seiten befindet sich eine Turmuhr mit einem weißen Ziffernblatt sowie schwarzen Zeigern. Die Sakristei an der Nordwand des Chors wurde aus roten Mauerziegeln errichtet. Sie hat einen quadratischen Grundriss, an der Ostseite zwei bogenförmige Fenster und an der Westseite eines. Die braune Holztür an der Südseite nimmt diese Form auf. Am darüber liegenden Giebel ist ein Kreuz aus Mauerziegeln erkennbar. Auch dieses Satteldach ist mit rötlichen Biberschwanzziegeln gedeckt.

## Innenausstattung

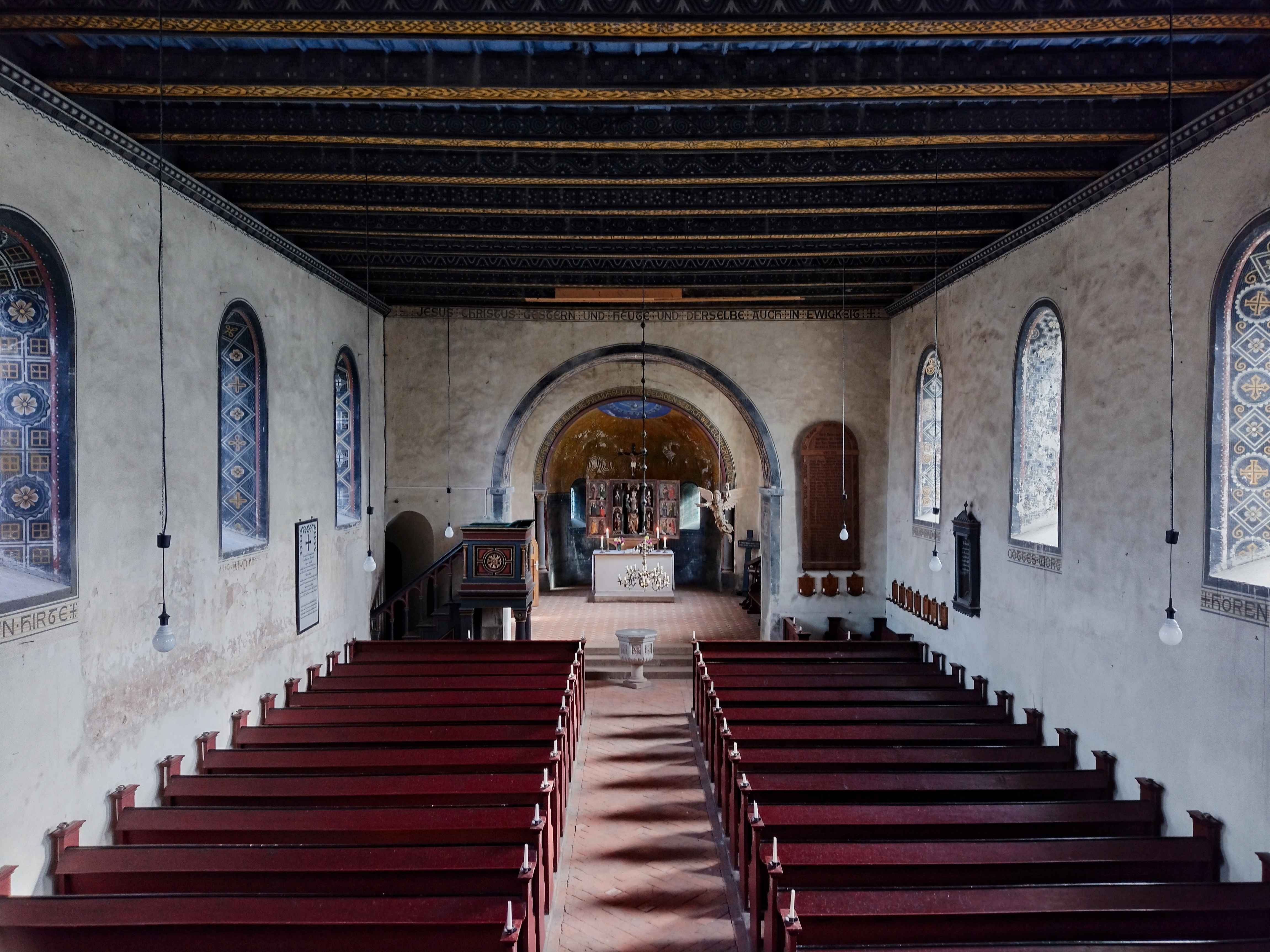
Innenansicht

Der gotische Altar entstand vermutlich um 1420 und zeigt in seinem Zentrum Maria mit Jesus Christus unter einem Kreuz. Jesus hält einen Vogel in seinen Händen, was als Symbol für die Passion oder als Zeichen für die Kraft Gottes ausgelegt werden kann. Maria wird von vier Jungfrauen umrahmt: Die Figur mit dem Rad und dem Schwert stellt Katharina von Alexandrien dar, eine der Vierzehn Nothelfer. Darunter ist anhand ihres Blumenkorbes die Heilige Dorothea zu erkennen. Rechts oben befindet sich Barbara von Nikomedien mit der Märtyrerpalme als ihr ikonografisches Heiligenattribut. Schließlich ist die Heilige Gertrud zu sehen. Die Figuren werden von den zwölf Aposteln umrahmt. Zum Altar führt eine Stufe, die aus einem Grabstein besteht. Es zeigt das Kreuz von Bernhard von Clairvaux sowie die Inschrift: GERTRVDIS MVLIER BONE VITE ET HONESTE CONVERSATIONIS (Ehefrau Gertrudis hat ein gutes Leben und einen ehrbaren Lebenswandel geführt). Der Stein gilt als der älteste Grabstein in der Mark Brandenburg.
In einer Nische im Chor steht eine weitere Figur Marias, die um 1390 aus Lindenholz geschnitzt wurde. Sie stand zu einem früheren Zeitpunkt vermutlich ebenfalls in einem Altar. Den Taufengel aus dem 18. Jahrhundert fanden zwei Bewohner Buckaus im Sommer 1999 bei der Renovierung der Pfarrscheune. Die Gemeinde ließ ihn in Magdeburg restaurieren und hängte ihn im Chor auf. Der Kronleuchter aus Messing stammt aus dem Anfang des 19. Jahrhunderts.
Im nördlichen Kirchenschiff erinnert eine Gedenktafel an drei Buckauer Bürger, die in den Befreiungskriegen starben. Eine weitere Tafel gegenüber der Kanzel gedenkt der Gefallenen aus dem Deutschen sowie dem Deutsch-Französischen Krieg. Zwei Tafeln erinnern an 32 Gefallene aus dem Ersten Weltkrieg sowie zehn Tote des Zweiten Weltkriegs.

## Geläut
Die größere der beiden Glocken aus dem Jahr 1591 trägt die Inschrift: VOX EGO CAMPANA NVMQVAM DENVNCIO VANA (Ich, die Glocke, bin eine (mahnende) Stimme, ich verkündige niemals Nichtiges) LAVDO DEVM VERVM PLEBEM VOCO CONGREGO CLERVM (Ich lobe den wahren Gott, ich rufe das Volk, ich versammle den Klerus) sowie ANNO CHRISTI 1591 HADT MICH IOCHIM IENDRICH ZV HAVELBERG GEGOSSEN SPES MEA CHRISTVS (Meine Hoffnung ist Christus). Sie ist mit einem umlaufenden Fries, sowie Engeln verziert, die eine Krone über eine Vase halten. Weiterhin sind zwei gegeneinander springende Einhörner abgebildet. 
Die kleinere Glocke trägt als Inschrift die Namen der vier Evangelisten: LVCVS • MARCVS • MATEVS O IOHAÑES.